# Station Fourneau
Station Fourneau is een voormalig spoorwegstation langs spoorlijn 126 (Statte (bij Hoei) - Ciney) in Fourneau, een dorp van de gemeente Marchin. Met het beëindigen van het reizigersvervoer tussen Hoei-Zuid en Ciney op 11 november 1962 werd ook station Fourneau gesloten.
0,0: Statte ·
1,7: Hoei-Sint-Hilaire ·
2,1: Hoei-Zuid ·
3,6: Fleury ·
4,7: Marchin ·
6,7: Régissa ·
7,5: Fourneau ·
8,3: Barse ·
10,1: Roiseux ·
11,5: Vyle-et-Tharoul ·
12,7: Modave ·
13,9: Modave-Village ·
17,5: Clavier ·
20,0: Les-Avins-en-Condroz ·
24,9: Havelange ·
30,6: Bormenville ·
33,4: Hamois-en-Condroz ·
36,4: Emptinne ·
40,0: Liennes ·
41,4: Ciney